# یواس‌اس مورای (اس‌اس-۳۰۰)
یواس‌اس مورای (اس‌اس-۳۰۰) (به انگلیسی: USS Moray (SS-300)) یک زیردریایی بود که طول آن ۳۱۱ فوت ۸ اینچ (۹۵٫۰۰ متر) بود. این زیردریایی در سال ۱۹۴۴ ساخته شد.